# Erik Dorch
Erik Dorch es una deportista sueco que compitió en natación. Fue medalla de bronce en el relevo de 4x50 metros libres durante el Campeonato Europeo de Natación en Piscina Corta de 2001.

## Palmarés internacional
| Campeonato Europeo de Natación en Piscina Corta | Campeonato Europeo de Natación en Piscina Corta | Campeonato Europeo de Natación en Piscina Corta | Campeonato Europeo de Natación en Piscina Corta |
| Año                                             | Lugar                                           | Medalla                                         | Prueba                                          |
| ----------------------------------------------- | ----------------------------------------------- | ----------------------------------------------- | ----------------------------------------------- |
| 2001                                            | Amberes (Bélgica)                               | Medalla de bronce                               | 4 × 50 m libre                                  |